# Буренин, Павел Иванович
Па́вел Ива́нович Буре́нин (1921, Пошехонье-Володарск, Ярославская губерния, РСФСР — 1999) — советский и российский военный врач-хирург, полковник медицинской службы, доктор медицинских наук.

## Биография
Родился 1 ноября 1921 года в городе Пошехонье-Володарск Ярославской губернии, ныне Пошехонье Ярославской области.
В 1939 году поступил в Военно-медицинскую академию им. С. М. Кирова, которую окончил в 1943 году и был направлен на фронт Великой Отечественной войны. Начал службу в 705-м хирургическом госпитале на Курской дуге. Затем до конца войны служил в 234-м медсанбате 106-й гвардейской стрелковой дивизии.
После войны Павел Буренин продолжил работу военного врача. 2 июля 1946 года ему пришлось совершить первый в истории Арктики парашютный прыжок, чтобы спасти жизнь раненому полярнику. Только через 54 дня на гидрографическом судне «Ост» он вернулся на Большую землю. За этот подвиг Буренин стал первым советским врачом, удостоенным звания «Почётный полярник». В 1948 году, будучи врачом полярной экспедиции «Север-2», он оказался также первым медиком, который высадился с самолёта на Северный полюс с группой исследователей. Событиям 1946 года посвящена поэма Самуила Маршака «Ледяной остров».
В 1949 году П. И. Буренин поступил в адъюнктуру на кафедру военно-полевой хирургии военно-медицинского факультета при Центральном институте усовершенствования врачей (ныне Институт усовершенствования врачей МО РФ). По окончании адъюнктуры работал на этой же кафедре ассистентом, затем доцентом, защитил кандидатскую диссертацию. Занимался исследованиями поражающего действия ядерного оружия на живую силу. За эту работу был удостоен Государственной премии СССР и звания «Ветеран подразделения особого риска».
В 1970 году защитил докторскую диссертацию и в этом же году, демобилизовавшись из рядов вооружённых сил, перешёл на работу в Центральный институт травмотологии и ортопедии им. Н. Н. Приорова (ЦИТО). Затем Павел Иванович работал в клинике Института биофизики Минздрава России (Клиническая больница № 6). В 1986 году участвовал в ликвидации последствий аварии на Чернобыльской АЭС. Был автором ряда научных работ и изобретений. Под его научным руководством были защищены 2 докторские и 22 кандидатские диссертации.
Жена — Людмила Константиновна.
Умер в Москве от онкологического заболевания 11 февраля 1999 года.

## Награды
- Награждён орденом Красного Знамени, двумя орденами Красной Звезды и орденом Мужества, а также медалями, среди которых «За боевые заслуги», «За взятие Вены», «За победу над Германией в Великой Отечественной войне 1941—1945 гг.».
- Дважды лауреат Государственной премии СССР (1969 и 1975 — за создание, разработку технологии и промышленное изготовление специальных текстильных изделий медицинского назначения).